# Michel Déon
Édouard Michel Déon (ur. 4 sierpnia 1919 w Paryżu, zm. 28 grudnia 2016 w Galway) – francuski pisarz, eseista, nowelista, dziennikarz.
Po młodości spędzonej między paryską XVI dzielnicą a Lazurowym Wybrzeżem poświęcił się pisarstwu. Podczas II wojny światowej był sekretarzem redakcji dziennika L'Action française, związanego ze skrajnie prawicowym francuskim ruchem ideowo-politycznym Akcja Francuska. Po wojnie rozpoczął życie podróżnika. Przebywał w Szwajcarii, we Włoszech, USA, Kanadzie, Portugalii, Grecji, Irlandii. Równolegle do pisania książek zajmował się dziennikarstwem. W Nouvelles Littéraires uprawiał krytykę literacką.
W latach pięćdziesiątych był współtwórcą „szkoły dezynwoltury” zwalczającej egzystencjalizm i wszelkie zaangażowanie literatury. W 1970 dostał nagrodę Interallie za powieść Les poneys sauvages. W 1983 Robert Mazoyer nakręcił serial telewizyjny na jej podstawie. W 1974 powieść Liliowa taksówka została wyróżniona przez Akademię Francuską nagrodą Prix du Roman. W 1977 Yves Boisset zrealizował filmową adaptację tej książki.
W 1978 został członkiem Akademii Francuskiej (fotel 8). Był też kawalerem Legii Honorowej oraz oficerem Orderu Sztuki i Literatury.

## Dzieła
- Adieux a Sheila, (1944)
- Amours perdues, (1946)
- Je ne veux jamais l'oublier, (1950)
- La Corrida, (1952)
- Le Dieu pâle, (1954)
- Tout l'amour du monde I, (1955)
- Plaisirs, (1955) (pod pseudonimem Michel Férou)
- Lettre a un jeune Rastignac (1956)
- Les Trompeuses Espérances, (1956)
- Les gents de la nuit, (1958)
- L'armée d'Algérie et la pacification, (1959)
- La Carotte et le Bâton, (1960)
- Tout l'amour du monde II, (1960)
- Le balcon de Spetsai, (1961)
- Louis XIV par lui-meme, (1964)
- Le rendez-vous de Patmos, (1965)
- Mégalonose, (1967)
- Un parfum de Jasmin, (1967)
- Les Poneys sauvages, (1970)
- Un taxi mauve, (1973) – Liliowa taksówka wyd. polskie (1976)
- Le Jeune Homme vert, (1975)
- Thomas et l'infini, (1975)
- Les vingt ans du jeune homme vert, (1977)
- Mes arches de Noé, (1978)
- Un déjeuner de soleil, (1981)
- Je vous écris d'Italie, (1984)
- Bagages pour Vancouver, (1985)
- Ma vie n'est plus un roman, (1987)
- La montée du soir, (1987)
- Un souvenir, (1990)
- Le prix de l'amour, (1992)
- Autrefois Noël, (1992)
- Ariane ou l'oubli, (1993)
- Parlons-en..., (1993), Rozmowy z Alice Déon
- Pages grecques, (1993)
- Je me suis beaucoup promené, (1995)
- Une longue amitié, (1995), korespondencja z André Fraigneau
- Le flâneur de Londres, (1995),
- Orphée aimait-il Eurydice?, (1996)
- La cour des grands, (1996)
- L'enfant et la sorciere, (1998)
- Madame Rose, (1998)
- Pages françaises, (1999)
- Taisez-vous, j'entends venir un ange, (2001)
- Mentir est tout un art, (2002)
- La chambre de ton pere, (2004)
- Guerres et roman, (2005), Rozmowy z Lakisem Proguidis
- Cavalier, passe ton chemin!, (2005)
- Oeuvres, (2006)